# Arsames (Sohn des Artaxerxes II.)
Arsames (altpersisch Aršama; † 358 v. Chr.) war ein Angehöriger der persischen Achämenidendynastie im 4. vorchristlichen Jahrhundert. Er war ein Sohn des Großkönigs Artaxerxes II. und einer Konkubine. Er ist nicht mit seinem Cousin Arsames, Sohn des Ostanes, zu verwechseln.
Obwohl er kein ebenbürtiger Königssohn war, wurde Arsames von seinem Halbbruder Ochos (nachmals Artaxerxes III.) als potentieller Konkurrent um die Thronfolge wahrgenommen. Denn beim Vater galt er als besonders beliebt. Ochos stiftete deshalb Arpates, Sohn des Tiribazos, zum Mord an Arsames an, worauf der alte Artaxerxes II. aus Kummer ob dieser Tat bald starb.